# Phaeogenes osrufus
Phaeogenes osrufus är en stekelart som först beskrevs av Davis 1898.  Phaeogenes osrufus ingår i släktet Phaeogenes och familjen brokparasitsteklar. Inga underarter finns listade i Catalogue of Life.